# Istvan Gazda
Istvan Gazda (n. 2 aprilie 1952, Covasna, România) a fost un senator român de etnie maghiară în Legislatura 1992-1996. Istvan Gazda a fost validat pe 11 septembrie 1996, când l-a înlocuit pe Lajos Magyari. A încetat mandatul pe 15 octombrie 1996 prin demisie.

## Legături externe
- Istvan Gazda Arhivat în 9 aprilie 2017, la Wayback Machine. la cdep.ro